# 4기 SK 텔레콤배 배달왕기전
4기 SK 텔레콤배 배달왕기전은 한국경제신문, 한국PC통신 주최하고 SK 텔레콤(舊 한국이동통신)이 후원하는 한국기원 소속 전문기사로 참가한 국내 기전이다. 도전 5번기 에서는 도전자 조훈현 九단을 배달왕 3연패 및 통산 3회 우승자 이창호 九단이 3:2으로 꺾고 우승을 차지하며 이창호 九단의 배달왕 4연패를 저지하여 생애 첫 우승을 차지했다.

### 참가자격
- 한국기원 소속 전문기사

### 대국방법
- 제한시간 : 예선 및 본선 3시간 ,도전자결정전 4시간, 도전 5번기 5시간
- 덤 : 5집반(0.5집승)

## 대국 결과
| 대진                  | 연도   | 대국일자  | 승자        | 패자            | 결과              | 기보 |
| --------------------- | ------ | --------- | ----------- | --------------- | ----------------- | ---- |
| 본선 1회전 (16강전)   | 1996년 | 8월 30일  | 서봉수 九단 | 백대현 二단     | 248수 백 불계승   |      |
| 본선 1회전 (16강전)   | 1996년 | 9월 6일   | 백성호 九단 | 김수장 九단     | 154수 백 불계승   |      |
| 본선 1회전 (16강전)   | 1996년 | 9월 6일   | 양재호 九단 | 김일환 八단     | 180수 백 불계승   |      |
| 본선 1회전 (16강전)   | 1996년 | 9월 6일   | 장수영 九단 | 이홍열 六단     | 209수 흑 3집반승  |      |
| 본선 1회전 (16강전)   | 1996년 | 9월 23일  | 목진석 三단 | 안관욱 三단     | 263수 백 6집반승  |      |
| 본선 1회전 (16강전)   | 1996년 | 10월 1일  | 양건 三단   | 최규병 七단     | 217수 흑 불계승   |      |
| 본선 1회전 (16강전)   | 1996년 | 10월 2일  | 조훈현 九단 | 김영환 三단     | 245수 백 11집반승 |      |
| 본선 1회전 (16강전)   | 1996년 | 10월 23일 | 유창혁 九단 | (故)임선근 八단 | 231수 흑 불계승   |      |
| 본선 준준결승 (8강전) | 1996년 | 11월 4일  | 서봉수 九단 | 목진석 三단     | 168수 백 불계승   |      |
| 본선 준준결승 (8강전) | 1996년 | 11월 9일  | 양재호 九단 | 장수영 九단     | 297수 흑 1집반승  |      |
| 본선 준준결승 (8강전) | 1996년 | 11월 18일 | 조훈현 九단 | 백성호 九단     | 197수 흑 불계승   |      |
| 본선 준준결승 (8강전) | 1996년 | 11월 22일 | 유창혁 九단 | 양건 三단       | 166수 백 불계승   |      |
| 본선 준결승 (4강전)   | 1996년 | 11월 23일 | 양재호 九단 | 서봉수 九단     | 264수 흑 2집반승  |      |
| 본선 준결승 (4강전)   | 1996년 | 12월 3일  | 조훈현 九단 | 유창혁 九단     | 115수 흑 불계승   |      |
| 도전자결정전 제1국    | 1996년 | 12월 10일 | 조훈현 九단 | 양재호 九단     | 289수 흑 2집반승  |      |
| 도전자결정전 제2국    | 1996년 | 12월 19일 | 양재호 九단 | 조훈현 九단     | 246수 흑 반집승   |      |
| 도전자결정전 제3국    | 1996년 | 12월 30일 | 조훈현 九단 | 양재호 九단     | 143수 흑 불계승   |      |
| 도전 1국              | 1997년 | 3월 12일  | 이창호 九단 | 조훈현 九단     | 255수 흑 3집반승  |      |
| 도전 2국              | 1997년 | 3월 24일  | 조훈현 九단 | 이창호 九단     | 193수 흑 불계승   |      |
| 도전 3국              | 1997년 | 4월 25일  | 이창호 九단 | 조훈현 九단     | 221수 흑 불계승   |      |
| 도전 4국              | 1997년 | 4월 30일  | 조훈현 九단 | 이창호 九단     | 193수 흑 불계승   |      |
| 도전 5국              | 1997년 | 5월 8일   | 조훈현 九단 | 이창호 九단     | 153수 흑 불계승   |      |